# Imidazolinski receptor
Imidazolinski receptori su primarni receptori na koje deluje klonidin i drugi imidazolini. Postoje tri glavne klase imidazolinskih receptora: I1 je uključen u inhibiciju simpatičkog nervnog sistema radi snižavanja krvnog pritiska, I2 ima još neizvesne funkcije, ali je uključen u nekoliko psihijatrijskih stanja, i I3 reguliše lučenje insulina.

## Klase
Postoje tri klase imidazolinskih receptora:
- I1 receptor – posreduje simpato-inhibitorna dejstva imidazolina čime snižava krvni pritisak
- I2 receptor – sadrži alosterno mesto vezivanja monoaminske oksidaze; učestvuje u modulaciji bola i neuroprotekciji
- I3 receptor – reguliše sekreciju insulina iz pankreasnih beta ćelija

Aktivirani I1-imidazolinski receptori iniciraju hidrolizu fosfatidilholina u DAG. Povišeni DAG nivoi zatim podstiču sintezu sekundarnih glasnika arahidonske kiseline i niza eikozanoida. Osim toga dolazi do inhibicije natrijum-vodonik antiportera, i indukovanja enzima kateholaminske sinteze. I1-imidazolinski receptor se može grupisati u familiju neurocitokinskih receptora, pošto su njegovi signalni putevi slični sa putevima interleukina.

## Selectivni ligandi

### Agonisti
- 7-Me-marsanidin
- Agmatin (endogeni neselektivni agonist, takođe se vezuje za NMDA, nikotinski i adrenoceptore)
- Apraklonidin (I1 selektivan)
- Moksonidin
- Rilmenidin
- Klonidin obično se navodi da je alfa2 agonist. Nedavni nalazi ukazuju da je agonist imidazolnog receptora (I1).[9]
- S-23515
- S-23757
- LNP-509
- MCPP (slab)
- 2-BFI (selektivan agonist I2 receptora, kao i NMDA antagonist[10] )
- BU224 (selektivni agonist I2 receptora, niske efikasnosti)
- LNP-911[11]

### Antagonisti
- Efaroksan (neselektivan, vezuje se za I1 receptor i α2 adrenoceptor)
- Idazoksan (neselektivan, vezuje se za I2 receptor i α2 adrenoceptor)
- BU99006 (alkilirajući agens, inaktivira I2 receptore)

Antagonisti imidazolinskog I2 receptora reverzibilno blokiraju NMDA receptorom posreduvan Ca2+ influks i stoga mogu da inhibiraju ekscitotoksičnost.

## Spoljašnje veze
- Imidazoline+Receptors на 
- imidazoline receptor 2 на 
- imidazoline I1 receptors на 